# Барш, Яков Саввич
Я́ков Са́ввич Барш (Барште́т) (1692 — 1755) — российский вице-адмирал, современник Петра Великого, в 1751—1754 годах командующий Балтийским флотом.

## Биография
Родился в апреле 1692 года; его происхождение не выяснено, предположительно — потомок немецкого офицера, принятого в русскую службу в царствование Алексея Михайловича; род Баршей внесён в дворянские книги Вологодской губернии. Специальное образование получил за границей, в качестве волонтëра, и по возвращении в Россию в 1713 году был пожалован в поручики. Затем, до конца своей продолжительной службы, Барш постоянно командовал судами на Балтийском море, и пользовался особым доверием как Петра Великого, так и его преемников; принимал участие в Великой Северной войне.
В 1720 году, командуя фрегатом «Самсон», Барш послан был в крейсерство к Ревелю, для наблюдения за движением англо-шведского флота, и доставил письмо от ревельского обер-коменданта генерал-майора Фандельдина к английскому адмиралу Дж. Норрису.
В кампанию 1723 года командуя кораблëм «Св. Андрей» под флагом шаутбенахта Н. А. Сенявина крейсировал между Рогервиком и Гангутом и в ноябре был командирован берегом в Архангельск «для исправления некоторых Его Величеству нужнейших государственных дел». В 1724 году командирован на Ладогу для скорейшего отправления корабельных лесов для достройки 100-пушечного корабля. В кампанию 1725 года командовал 54-пушечным кораблëм «Не тронь меня», кораблями «Марльбург» и «Виктория». В 1726 году командирован на Олонецкие заводы. В кампанию 1727 года состоял в отряде ластовых судов и командуя 32-пушечным фрегатом «Эсперанс» перешёл из Кронштадта в Киль. 16 марта 1728 года произведен в капитаны 2-го ранга.  В компанию 1728 года командовал 66-пушечным кораблем «Исаак-Виктория». В 1730 году, командуя фрегатом «Россия», совершил плавание в Северном Ледовитом океане. В 1732 году состоял в портовой комиссии при Петербургском адмиралтействе, для приведения в должный порядок материального имущества, и принимал участие как при составлении судовых штатов, так и при обсуждении положения о чинах морских офицеров. В следующем году командовал 54-пушечным кораблем «Выборг».
В 1734 году в чине капитана 1-го ранга, командуя кораблём «Леферм», участвовал с флотом при осаде Данцига. В компанию 1736 года командовал 66-пушечным кораблем «Северный орёл», а на следующий год — 54-пушечным кораблем «Астрахань».
С 1739 по 1741 год, в чине контр-адмирала, командовал Днепровской флотилией, после чего по 1751 г. ежегодно командовал в Балтийском море практическими эскадрами (причем в 1741—1743 годах принимал участие в боевых действиях против шведов), а затем и всем Балтийским флотом (до 1754 года).
5 сентября 1747 года был произведён в вице-адмиралы с назначением присутствовать в Адмиралтейств-коллегии.
С 1754 года и вплоть до самой своей смерти, последовавшей в ноябре 1755 года, был председателем комиссии, занимавшейся собранием всех законов, относящихся ко флоту.
Сын Якова Саввича, Иван Яковлевич Барш, был полным адмиралом и главным командиром Архангельского порта. Дочь была замужем за Парменом Матвеевичем Лермонтовым, внучка Маргарита Парменовна Лермонтова — первая супруга А. П. Мельгунова.

## Сочинения
- «Юрнал» вице-адмирала Я. С. Барша:
  - Ч. 2 Архивная копия от 8 апреля 2014 на Wayback Machine.
  - Ч. 3, отд. 1 Архивная копия от 8 апреля 2014 на Wayback Machine.
  - Ч. 3, отд. 2 Архивная копия от 4 марта 2016 на Wayback Machine.
  - Ч. 3, отд. 3 Архивная копия от 3 июня 2017 на Wayback Machine.
  - Ч. 3, отд. 4 Архивная копия от 3 июня 2017 на Wayback Machine.